# Gerhard Doerksen
Gerhard Doerksen (* 1. September 1890 in Groß Zünder bei Danzig; † 26. Mai 1989) war ein preußischer Verwaltungsjurist und Landrat.
Gerhard Doerksen war 1922 Regierungsassessor in den Landratsämtern Bitterfeld und Harburg, 1923 bei der Regierung in Köln, 1924 am Landratsamt Mülheim und 1925 bei der Regierung in Magdeburg. 1927 wurde er zum Regierungsrat befördert. 1930 übernahm er die kommissarische Verwaltung des Landratsamtes Burg (bei Magdeburg). 1931 arbeitete er bei der Regierung in Köslin. 
Am 19. August 1932 wurde er interimistisch und am 29. November 1932 offiziell Landrat des Landkreises Franzburg-Barth. Am 18. Januar 1934 wurde er in den einstweiligen Ruhestand versetzt.